# Gregor Henckel-Donnersmarck
Gregor Henckel-Donnersmarck OCist (Wrocław, 16. siječnja 1943. – Heiligenkreuz, 20. travnja 2025.) bio je austrijski redovnik-cistercit, svećenik i teolog njemačkog podrijetla. Od 1999. do 2011. bio je opat cistercitske opatije Heiligenkreuz, a od 2003. do 2007. i vrhovni poglavar (njem. Abtpräses) Austrijske kongregacije cistercita.

## Životopis

### Podrijetlo
Gregor Henckel-Donnersmarck rođen je u šleskoj obitelji Henckel von Donnersmarck kao najmlađi sin Friedricha-Carla grofa Henckel von Donnersmarcka (1905. – 1989.) i njegove supruge Anne-Ilse von Zitzewitz (1910. – 1996.). Potkraj Drugoga svjetskog rata cijela je obitelj, ugrožena napredovanjem Crvene armije, pobjegla iz Šleske u Bavarsku. Pet godina kasnije, obitelj se trajno preselila u austrijsku Korušku.
Jedini stariji brat Gregora Henckel-Donnersmarcka je pravnik i politolog Leo-Ferdinand grof Henckel von Donnersmarck (1935. – 2009.). Redatelj Florian Henckel von Donnersmarck njegov je nećak.

### Školovanje i poduzetništvo
Godine 1963. Henckel-Donnersmarck maturirao je na Humanističkoj gimnaziji u Klagenfurtu. Od 1963. do 1964. služio je vojni rok i razdužio se u činu pričuvnog poručnika. Od 1964. do 1969. studirao je u Beču na negdašnjoj Visokoj školi za svjetsku trgovinu (njem. Hochschule für Welthandel, današnje Sveučilište ekonomskih znanosti, njem. Wirtschaftsuniversität), na kojoj je stekao i diplomu poduzetnika (njem. Diplom-Kaufmann, skraćeno Dipl.-Kfm. ili Dkfm.). Od 1970. do 1977. radio je za špedicijsku tvrtku Schenker & Co., a od 1973. do 1977. bio je i generalni direktor podružnice te tvrtke u Barceloni.

### Redovništvo
Unatoč uspješnoj poslovnoj karijeri, Henckel-Donnersmarck – po vlastitom priznanju – nije bio sasvim sretan i zadovoljan, jer zbog poduzetništva nije imao dovoljno vremena za vjeru. Stoga je odlučio odustati od života poduzetnika i 15. studenoga 1977., zajedno s Christianom Feursteinom, postao novakom u opatiji Heiligenkreuz, gdje je uzeo redovničko ime Gregor. Nakon studija na Filozofsko-teološkoj školi u Heiligenkreuzu (1978. – 1986., današnja Filozofsko-teološka visoka škola Benedikt XVI.) stječe akademski naziv magistra teologije. Biskup Maximilian Aichern zaredio ga je za svećenika 1. kolovoza 1982. u samostanskoj crkvi opatije Heiligenkreuz. Od 1986. do 1991. obnašao je dužnost priora u cistercitskoj opatiji Rein pokraj Graza, od 1992. do 1993. bio je pomoćnik generalnog opata cistercita u Rimu, a od 1994. do 1999. ravnatelj austrijskoga nacionalnog ureda Papinskih misijskih djela (njem. Missio – Päpstliche Missionswerke in Österreich). Članovi konventa opatije Heiligenkreuz s pravom glasa izabrali su ga 11. veljače 1999. za 67. poglavara Opatije, a kao opat je od 2007. ujedno obnašao i dužnost velikog kancelara (lat. Magnus Cancellarius) Filozofsko-teološke visoke škole Benedikt XVI. Za opata ga je 14. ožujka 1999. zaredio Maurus Esteva Alsina, tadašnji generalni opat cistercitskoga reda. Od 2003. do 2007. bio je vrhovni poglavar (njem. Abtpräses) Austrijske kongregacije cistercita.
Dana 9. rujna 2007., u vrijeme Henckel-Donnersmarckova opatovanja, opatiju Heiligenkreuz i Filozofsko-teološku visoku školu je u sklopu svog državničkog i hodočasničkog posjeta Austriji posjetio papa Benedikt XVI. Papa je 28. siječnja 2007., na spomendan sv. Tome Akvinskoga, Filozofsko-teološkoj školi u Heiligenkreuzu dodijelio status papinskoga veleučilišta, a Henckel-Donnersmarcku, kao velikom kancelaru Visoke škole, 3. ožujka iste godine potvrdio pravo da nosi ljubičasti pileolus.
Henckel-Donnersmarck je u veljači 2011. podnio ostavku na službu opata u Heiligenkreuzu, budući da mu zbog godina starosti više nije bilo moguće odslužiti još jedan mandat.
Veliku medijsku pažnju pobudilo je Henckel-Donnersmarckovo predavanje na temu Islam, kršćanstvo i relativizam održano 18. lipnja 2011. na simpoziju Nelagoda s religijom (njem. Das Unbehagen mit der Religion) u Islamskom centru u Beču: Elsayed Elshahed, član Islamske vjerničke zajednice u Austriji, uputio mu je nakon predavanja sljedeće riječi: „Gospodine opate, smatrajte ovu kuću svojom!“ (njem. Herr Abt, betrachten Sie dieses Haus als Ihr Haus!). Bilo je to prvi put da je jedan katolički crkveni velikodostojnik održao predavanje u bečkoj džamiji.
Dana 22. travnja 2021. opatija Klosterneuburg objavila je da je Kongregacija za ustanove posvećenog života i družbe apostolskog života na zahtjev papinskog delegata, biskupa Josefa Clemensa, dekretom od 19. travnja 2021. imenovala Gregora Henckel-Donnersmarcka novim upraviteljem te donjoaustrijske Opatije. Međutim, neposredno prije stupanja na dužnost 2. svibnja 2021. i preuzimanja svih funkcija samostanskog dekana, Henckel-Donnersmarck se zbog oslabljena zdravlja povukao i zahvalio na toj časti.

### Ostale dužnosti
- Kapelan-vikar (fr. Aumônier-Vicaire) katoličkoga viteškog Reda zlatnoga runa[5][3]
- Počasni kapelan Suverenoga viteškog malteškog reda i duhovnik Velikog priorata Austrije[5][3]

## Nagrade i priznanja
- 2011. – Zlatni zapovjednički križ časti za zasluge u pokrajini Donjoj Austriji (njem. Goldenes Komturkreuz des Ehrenzeichens für Verdienste um das Bundesland Niederösterreich)[22]
- 2011. – Počasni filistar Akademskoga udruženja Suevia Graz (njem. Ehrenphilister der AV Suevia Graz[5]
- 2015. – Počasna lenta bečkoga Katoličkog austrijskog bratstva Josephina (njem. Ehrenband der K. Ö. L. Josephina Wien)

## Vanjske poveznice

### Sestrinski projekti
| Portal:Kršćanstvo | Portal: Kršćanstvo |

|  | Zajednički poslužitelj ima još gradiva o temi Gregor Henckel-Donnersmarck |

### Mrežna mjesta
- (njem.) Njemačka nacionalna knjižnica: Henckel-Donnersmarck, Gregor (bibliografija)
- (njem.) Biographia Cisterciensis: Gregor Henckel-Donnersmarck
- (njem.) YouTube – Interview mit Gregor Henckel-Donnersmarck (intervju o službovanju i djelovanju G. Henckel-Donnersmarcka kao poglavara cistercitske opatije Heiligenkreuz)
- (njem.) YouTube – Stift Heiligenkreuz: Gregor Henckel-Donnersmarck wird 80! (STUDIO1133, intervju)

| Prethodnik:    | Opat opatije Heiligenkreuz 1999. – 2011. | Nasljednik:     |
| Gerhard Hradil | Opat opatije Heiligenkreuz 1999. – 2011. | Maximilian Heim |